# Maison du receveur ecclésiastique
La maison du receveur ecclésiastique (das Kirchschaffneihaus en langue allemande) est un immeuble construit au XVIe siècle et situé au no 18 de la rue du Canal à Bouxwiller (Bas-Rhin). L'édifice est inscrit aux monuments historiques français depuis le 30 octobre 1930.

## Historique
La date de sa construction est inconnue mais elle est antérieure à 1581 car, cette année-là, la maison est la propriété du sieur Roehrich, un ancien écoutète de Bouxwiller et elle est achetée par le gouvernement comtal du Hanau-Lichtenberg pour en faire le logement de fonction du receveur ecclésiastique. Par la suite, elle est remaniée en 1584. Le corps de passage est daté de 1598 sur la porte cochère. Une partie des élévations a été remaniée au XVIIIe siècle. La maison a servi un temps comme deuxième presbytère. Du XIXe siècle, de nombreuses cartes postales nous la montre entièrement crépie. Au XXe siècle, elle a abrité une boulangerie ; la vitrine date de cette époque. 

## Description
Le pignon de l'immeuble donne sur la rue du Canal et le mur gouttereau sur la rue de l'Église. À l'angle des deux rues, son oriel, massif et imposant, est polygonal. Le toit comporte une grande demi-croupe. Le rez-de-chaussée est en pierre (grès) avec des chaînes. La porte d'entrée a des moulurations entrecroisées et la porte de la cave haute, en plein cintre est murée. La vitrine est moderne. Les deux étages sont en colombage en léger encorbellement sur les deux rues et comportent des figures décoratives. Les étages de l'oriel, sont aussi en colombage et reposent sur une colonne hexagonale adossée portant un cul de lampe sculpté de motifs de ferronnerie. Les allèges sont ornées de différents motifs (chaises curules, liens pleins et liens échancrés, croix de saint André). Les fenêtres sont pourvues de chambranles saillants sculptés. Les chambranles caractérisent aussi les fenêtres situées de part et d'autre de l'oriel.

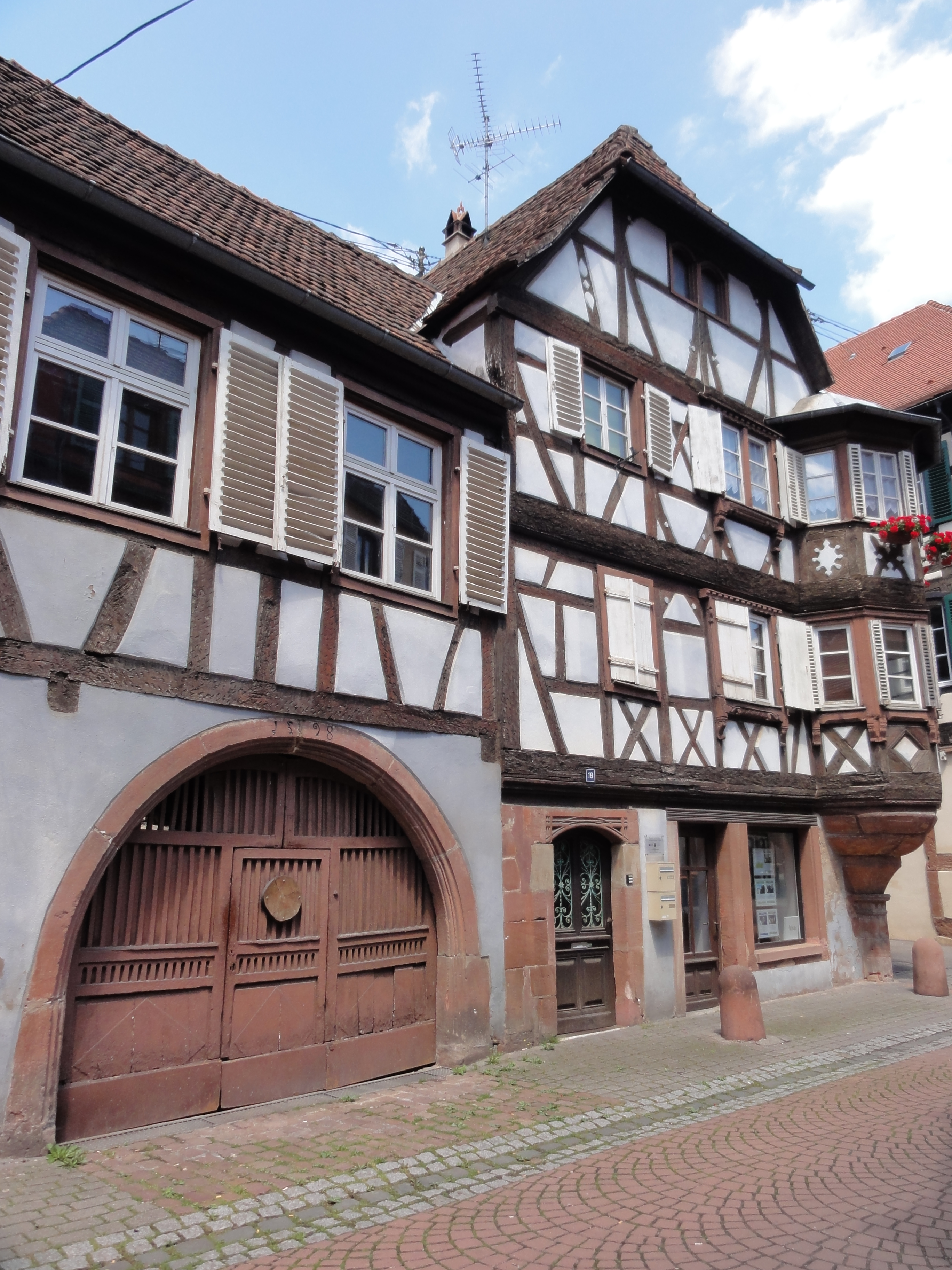
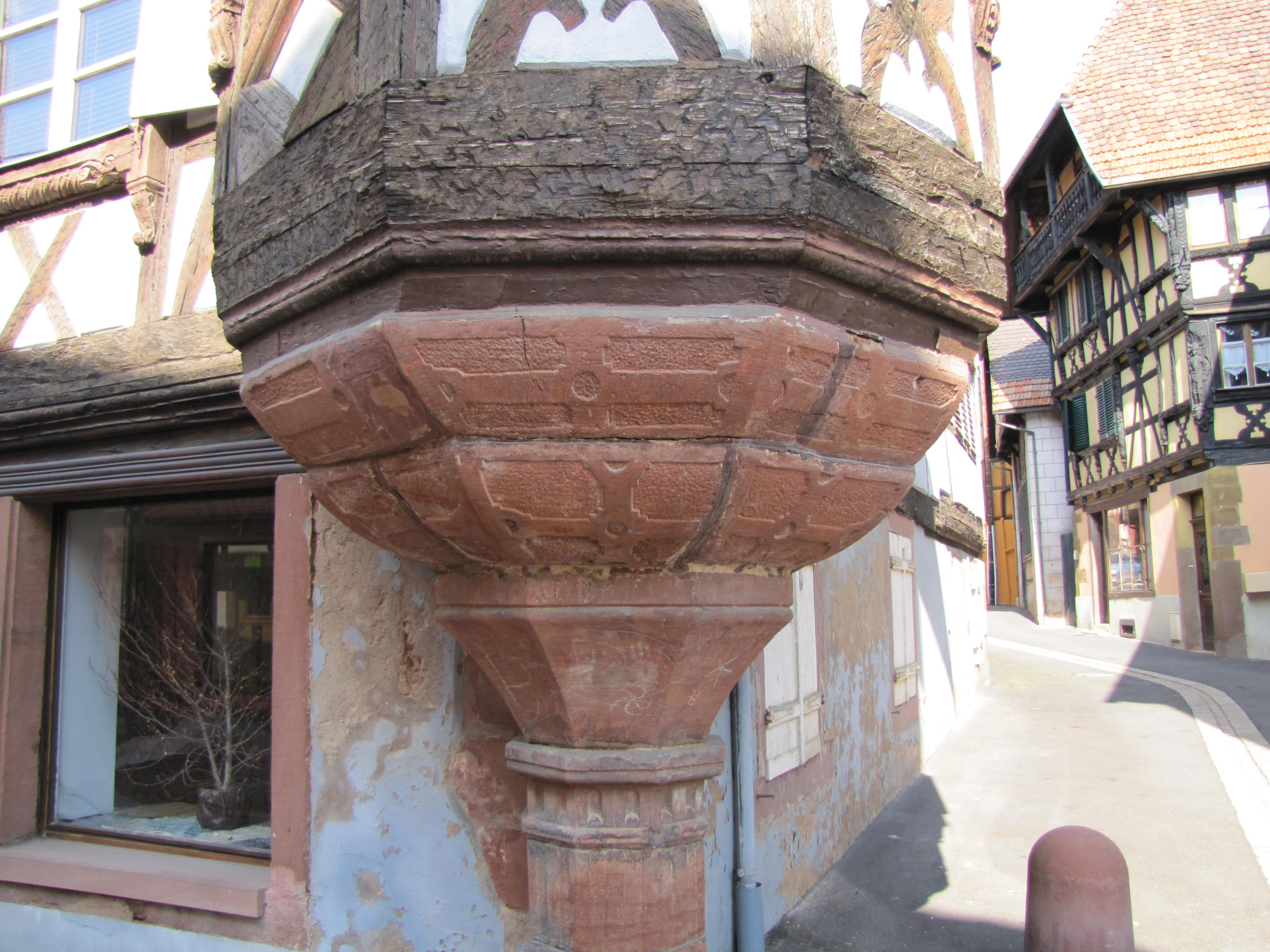